# 54 Pułk Piechoty (LWP)
 54 pułk piechoty – oddział piechoty ludowego Wojska Polskiego.
Sformowany w 1945. Wchodził w skład 15 Dywizji Piechoty. W 1952 został włączony w skład 22 DP. Rozformowany w 1955. Stacjonował w Mrągowie.

## Skład etatowy
- dowództwo i sztab
- 3 bataliony piechoty

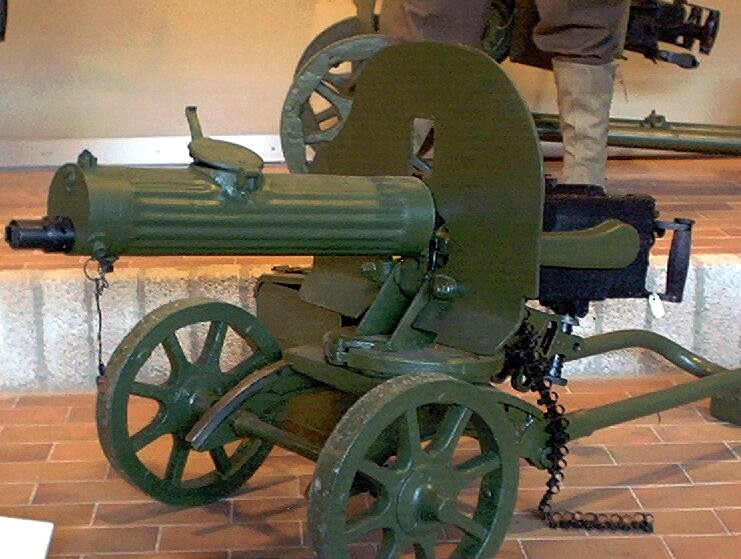
Maxim - podstawowy ckm pułku

- kompanie: przeciwpancerna, rusznic ppanc, łączności, gospodarcza
- baterie: działek 45 mm, dział 76 mm, moździerzy 120 mm
- plutony: zwiadu, saperów, żandarmerii
- pułkowa szkoła podoficerska
- izba chorych

Etatowo stan żołnierzy w pułku wynosił 1604.

## Żołnierze pułku
Dowódcy pułku
- płk Zygmunt Semerga
- Włodzimierz Kopijkowski

Oficerowie
- Stanisław Mroczka